# Rutka-Tartak
Rutka-Tartak – wieś w Polsce położona na Pojezierzu Wschodniosuwalskim, w województwie podlaskim, w powiecie suwalskim.

## Opis miejscowości
Siedziba gminy Rutka-Tartak. W latach 1975–1998 miejscowość administracyjnie należała do województwa suwalskiego.
W miejscowości krzyżują się dwie drogi wojewódzkie nr DW 651 i DW 655 oraz przepływają dwie rzeki – Szeszupa i Potopka.
Znajduje się tutaj kościół, będący siedzibą parafii rzymskokatolickiej, należącej do dekanatu Suwałki-Miłosierdzia Bożego, diecezji ełckiej.

## Historia
Urodził się tu Adam Wilczyński (ur. 22 października 1896, zm. 30 marca 1968 w Sopocie) – major piechoty Wojska Polskiego, „murmańczyk”, kawaler Orderu Virtuti Militari.

## Zabytki
Do rejestru zabytków Narodowego Instytutu Dziedzictwa wpisane są następujące obiekty:
- cmentarz parafialny rzymskokatolicki (nr rej.: 719 z 30.08.1989).